# كوربيت ديفيس
كوربيت ديفيس (بالإنجليزية: Corbett Davis)‏ هو لاعب كرة قدم أمريكية أمريكي، ولد في 8 ديسمبر 1914 في لوويل في الولايات المتحدة، وتوفي في 28 مايو 1968 في بلدية هلتون في الولايات المتحدة.

## وصلات خارجية
- كوربيت ديفيس على موقع مرجع كرة القدم المحترفة.كوم (الإنجليزية)